# Coraemyces
Coraemyces is een monotypisch geslacht van schimmels behorend tot de familie Hygrophoraceae. Het bevat alleen Coraemyces pavoniae.